# حزب کمونیست ایتالیا (۲۰۱۶)
حزب کمونیست ایتالیا (به ایتالیایی: Partito Comunista Italiano, PCI) یک حزب کمونیست کوچک در ایتالیا است.

## تاریخچه
حزب کمونیست ایتالیا، که نام خود را از حزب کمونیست تاریخی و بسیار بزرگ‌تر ایتالیا گرفته که از سال ۱۹۲۱ تا ۱۹۹۱ فعال بوده، از ادغام حزب کمونیست ایتالیا (PCdI) با انشعابات به وجود آمده از حزب بازآفرینی کمونیست (PRC) و گروه‌های کوچک در سال ۲۰۱۶ پدید آمده است. پایه‌گذاری حزب کمونیست ایتالیای جدید، نود سال پس از تبدیل حزب کمونیست ایتالیا به حزب کمونیست قدیمی ایتالیا صورت گرفته است.
پس از کنگرۀ موسس، مائورو آلبورسی توسط کمیتۀ ملی تازه‌تأسیس حزب به عنوان دبیر انتخاب شد.
در انتخابات سراسری ۲۰۱۸، حزب کمونیست ایتالیا بخشی از فهرست انتخاباتی «قدرت به دست مردم!» بود که با کسب ۱/۱ درصد آرا، نتوانست صاحب کرسی بشود. اندکی بعد، حزب از لیست خارج شد. در ژوئیه حزب کمونیست ایتالیا اولین کنگرۀ منظم خود را برگزار کرد.
حزب کمونیست ایتالیا در ژوئیۀ ۲۰۲۲، همراه با سایر احزاب و سازمان‌های چپ رادیکال (کنفدراسیون چپ ایتالیا، دموکراسی آتئیستی، اختراع آینده، شهر آینده، حزب کارک و حزب مارکسیست-لنینیست ایتالیا)، کمیتۀ هماهنگی "وحدت مردمی" را با هدف توسعه و اجرای طرح‌ها و ابتکار عمل‌های مشترک تشکیل دادند. با این حال، در انتخابات سراسری سال ۲۰۲۲، حزب کمونیست ایتالیا در قالب یک لیست مستقل در ۵ حوزه از ۲۹ حوزۀ انتخابیه برای مجلس نمایندگان و ۷ حوزه از ۲۱ حوزه برای مجلس سنا شرکت کرد و بین ۱ تا ۱/۵ درصد از آرا را در توسکانی، مارکه و اومبریا به دست آورد.

## ایدئولوژی و پلاتفرم
حزب کمونیست ایتالیا خود را به اصول مارکسیسم–لنینیسم، ضد سرمایه‌داری، ضدفاشیسم، ضد امپریالیسم و شکاکیت سخت به اروپا وفادار اعلام می‌کند.
این حزب در سیاست خارجی، دارای دیدگاه‌های ضد آمریکایی، ضد ناتو، ضد صهیونیستی، تمایل به روسیه و تمایل به چین است. این حزب بخشی از پلاتفرم جهانی ضد امپریالیستی است. این حزب حمایت خود را از حملۀ روسیه به اوکراین اعلام کرد و استفاده‌اش از نماد "Z" و روبان سنت جورج در ایتالیا رسوایی به بار آورد.

## رهبری
- دبیر: مائورو آلبورسی (۲۰۱۶–اکنون)
- رئیس: مانوئلا پالرمی (۲۰۱۶–۲۰۱۸)، سلنه پرودی (۲۰۱۸–۲۰۲۲)، کریستینا چیریلو (۲۰۲۲–اکنون)
- هماهنگ‌کننده: جیاکومو د آنجلیس (۲۰۱۸–۲۰۲۲)